# Наводнение в Кохистане (2011)
Наводнение в Кохистане началось в августе 2011 года после продолжительных дождей, приведших к выходу из берегов нескольких крупных рек в пакистанской провинции Хайбер-Пахтунхва.

## Ход стихийного бедствия
Число жертв наводнения составило 69 человек, ещё примерно 28 жителей округа числятся пропавшими без вести. Двенадцать человек получили ранения, им была оказана первая помощь от медицинской бригады в составе представителей департамента здравоохранения округа Кохистана и других неправительственных организаций. Состояние пострадавших было стабильным. Два армейских вертолета участвовали в операции по спасению и оказанию помощи пострадавшим: они доставили палатки, одеяла, медикаменты и продукты питания. В зону затопления попало 120 домов. Как сообщил один из чиновников Имтияз Шах — администрация округа отправила 45 мешков муки, кухонной утвари, 45 мешков с пищей (включая чай, сахар, сухое молоко, масло, финики и другие съедобные продукты), 150 одеял и 80 ящиков с лекарствами для пострадавших районов.
В июле прошлого года в Кохистане прошли проливные дожди, в результате которых погибли 179 человек и 36 215 стали беженцами.